# Roman du Hem

Le Roman du Hem est une œuvre en 4 500 vers octosyllabes composée en franco-picard en 1278 par le trouvère picard, Sarrasin.

## Résumé
Le Roman du Hem est la relation d’un tournoi s'étant déroulé en 1278 au Hem (actuelle commune de Hem-Monacu), un hameau entre Péronne et Bray-sur-Somme. Sarrasin y raconte toute la fête avec son tournoi, ses danses, ses banquets en donnant aux dames et chevaliers d’Artois, de Picardie, de Normandie et d’Angleterre présents les noms des héros de la Table ronde. Le « chevalier au lion » est Robert II d'Artois tandis qu’une parente est « la belle Guenièvre ». 
Dernier roman de chevalerie du cycle de la Table ronde, le Roman du Hem est une défense des tournois et de leur tradition à une époque marquée par leur inéluctable déclin.
Au bel castel de Hem sour Somme
Sarrasin dist en sa parole
C’un rommant i vaurra extraire
Selon çau qu’il en voudra faire
Ci fine li Remans du Hem
Et Sarrasins, s’il l’en est miex
Dist que boine part i ait Diex

## Intérêt de l'ouvrage
L'intérêt de l'ouvrage n'est pas tant littéraire qu'historique car Sarrazin cite un grand nombre de seigneurs participant au tournoi : les sires d’Harcourt, de Montague, de Neville, de Ver, de Bailleul, de Tesson, d'Hangest, de Blosseville, de Carbonnel, de Ferrières, d’Esneval ou de Trie, Huart de Bazentin et Aubert de Longueval.

## Publications
Le Roman du Hem a été publié pour la première fois dans son entier, en 1840, par Francisque Michel dans l’Histoire des ducs de Normandie et des rois d'Angleterre sous le tire de Relation du tournoi de Ham.
- Le Roman du Hem, édité par Albert Henry, Paris, Les Belles Lettres, 1939, 173 pages[2].